# Šarišské Jastrabie
Šarišské Jastrabie (slowakisch 1927–1948 „Jastrabie“ – bis 1927 „Jastreb“; ungarisch Felsőkánya – bis 1907 Jesztreb) ist eine Gemeinde im Nordosten der Slowakei mit 1606 Einwohnern (Stand 31. Dezember 2024), die zum Okres Stará Ľubovňa, einem Teil des Prešovský kraj, gehört und zur traditionellen Landschaft Šariš gezählt wird.

## Geographie

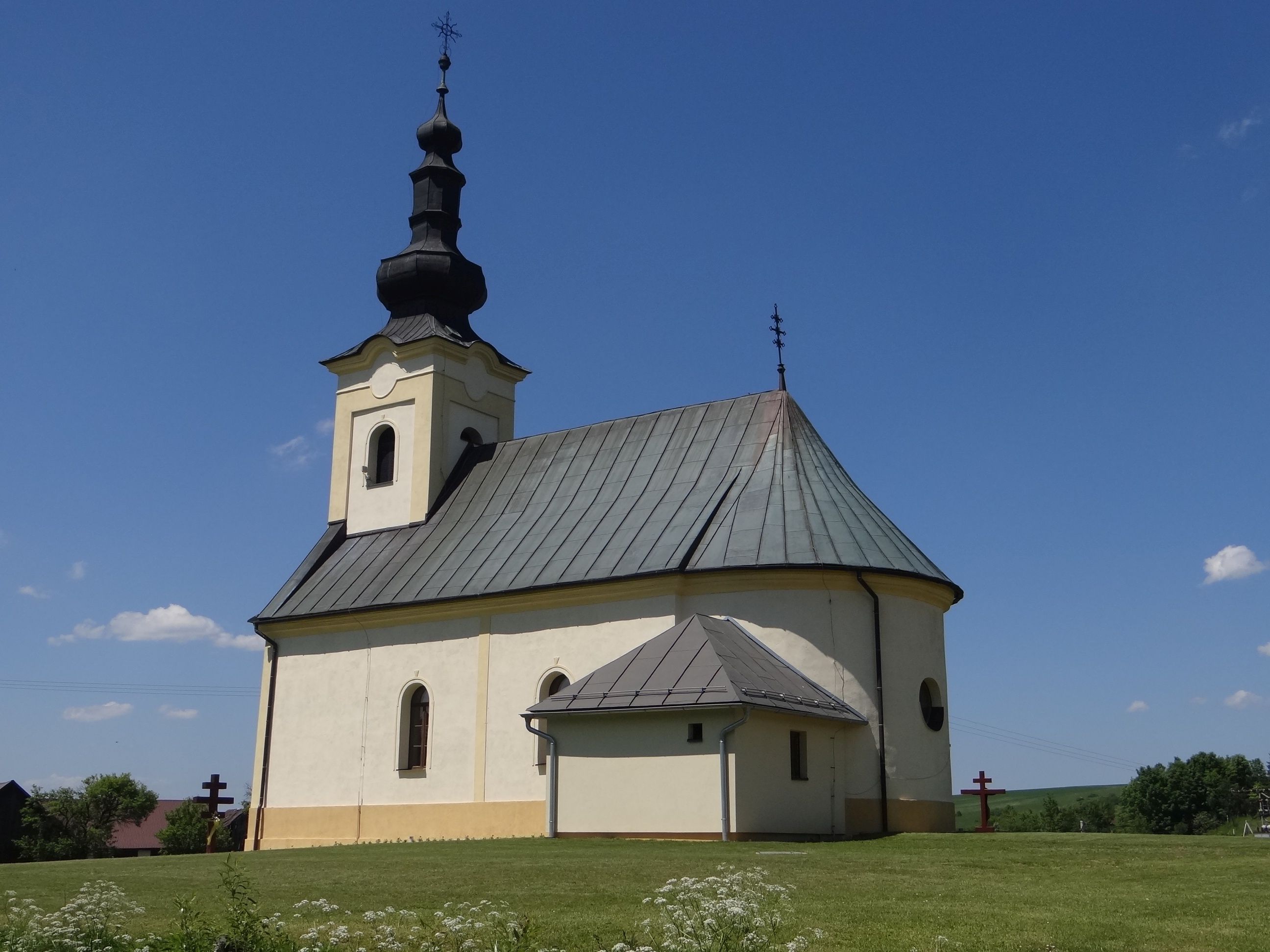

Die Gemeinde befindet sich im Tal des Baches Vesné am westlichen Rande des Gebirges Čergov und gehört zum Einzugsgebiet des Poprad. Der „Hausberg“ ist der Minčol (1157 m n.m.), fast genau östlich des Dorfes gelegen und die polnische Grenze verläuft ein paar Kilometer nördlich. Das Ortszentrum liegt auf einer Höhe von 590 m n.m. und ist 24 Kilometer von Stará Ľubovňa sowie 45 Kilometer von Prešov entfernt.
Nachbargemeinden sind Čirč im Norden, Lukov und Livovská Huta im Osten, Kyjov im Süden, Pusté Pole und Krivany im Südwesten und Ľubotín im Westen und Nordwesten.

## Geschichte
Šarišské Jastrabie wurde zum ersten Mal 1435 als Jeztreb schriftlich erwähnt und gehörte damals zum Herrschaftsgut der Burg Kamenica. Der Ortsname ist vom slowakischen Wort jastrab (deutsch Habicht) abgeleitet. Im 16. Jahrhundert wurde das Dorf zum Besitz der Familie Desewffy, gefolgt von Szirmay im 19. Jahrhundert.
1787 zählte man 81 Häuser und 548 Einwohner und 1828 112 Häuser und 828 Einwohner. Das Dorf war und ist landwirtschaftlich geprägt, zu anderen Einnahmequellen gehörten Forstwirtschaft und Viehhaltung.
Bis 1918 gehörte der im Komitat Sáros liegende Ort zum Königreich Ungarn und kam danach zur Tschechoslowakei beziehungsweise heute Slowakei.

## Bevölkerung
| Jahr                | 1994 | 2004     | 2014     | 2024     |
| ------------------- | ---- | -------- | -------- | -------- |
| Anzahl der Personen | 969  | 1170     | 1364     | 1606     |
| Unterschied         |      | +20,74 % | +16,58 % | +17,74 % |

| Jahr                | 2023 | 2024    |
| ------------------- | ---- | ------- |
| Anzahl der Personen | 1569 | 1606    |
| Unterschied         |      | +2,35 % |

Nach der Volkszählung 2011 wohnten in Šarišské Jastrabie 1284 Einwohner, davon 663 Slowaken, 359 Roma, 149 Russinen und zwei Tschechen. 111 Einwohner machten keine Angabe. 1122 Einwohner bekannten sich zur griechisch-katholischen Kirche, 49 Einwohner zur römisch-katholischen Kirche und 12 Einwohner zur orthodoxen Kirche. Fünf Einwohner waren konfessionslos und bei 96 Einwohnern ist die Konfession nicht ermittelt.
Ergebnisse nach der Volkszählung 2001 (1105 Einwohner):
| Nach Ethnie: - 90,05 % Slowaken - 4,98 % Russinen - 4,43 % Roma - 0,09 % Ukrainer - 0,18 % Tschechen | Nach Konfession: - 91,76 % griechisch-katholisch - 6,15 % römisch-katholisch - 1,09 % orthodox - 0,54 % konfessionslos - 0,36 % keine Angabe |

## Bauwerke
- griechisch-katholische Mariä-Himmelfahrt-Kirche aus den Jahren 1812–19